# Arbequina

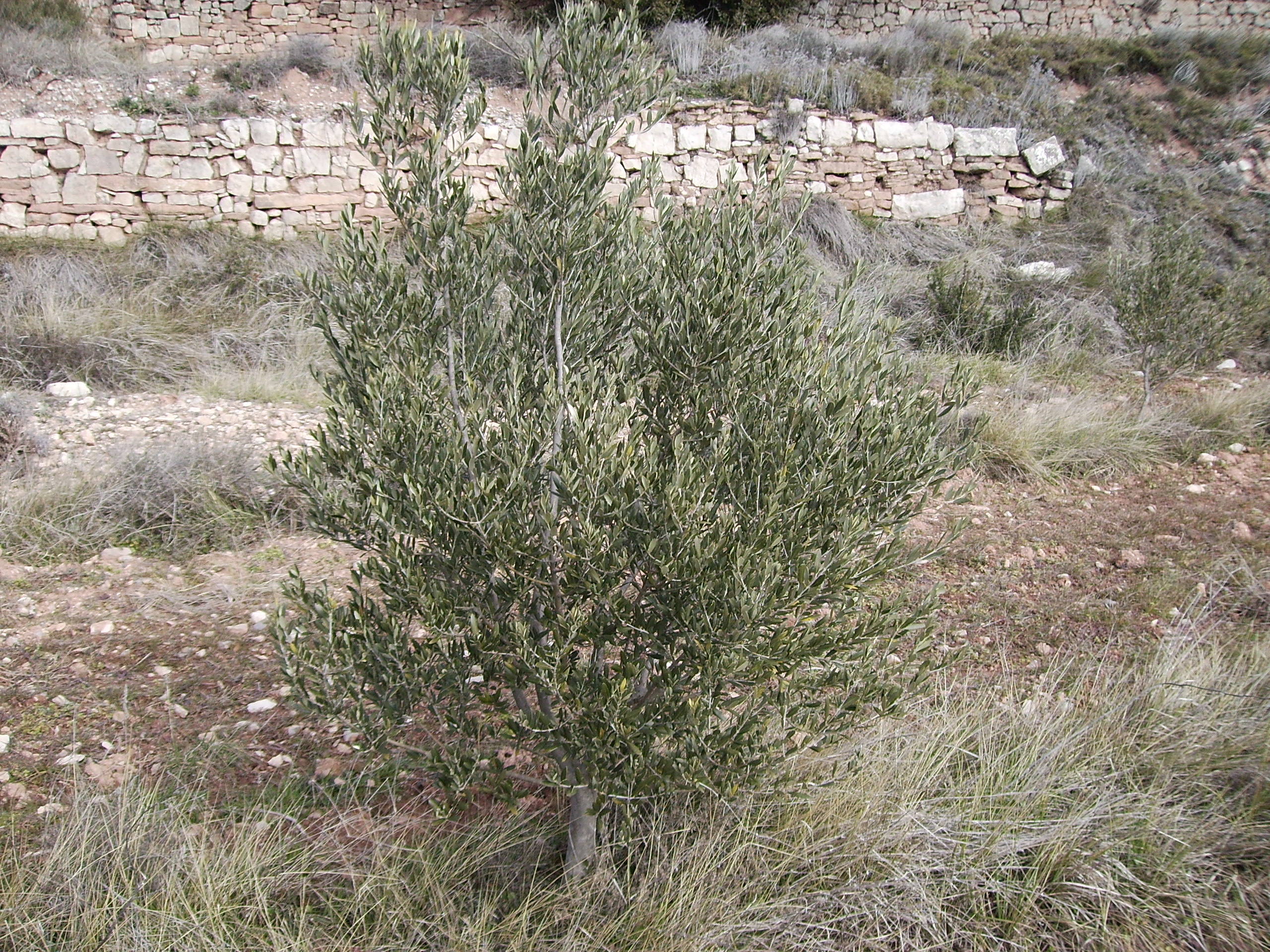
Olivera varietat arbequina de deu anys.

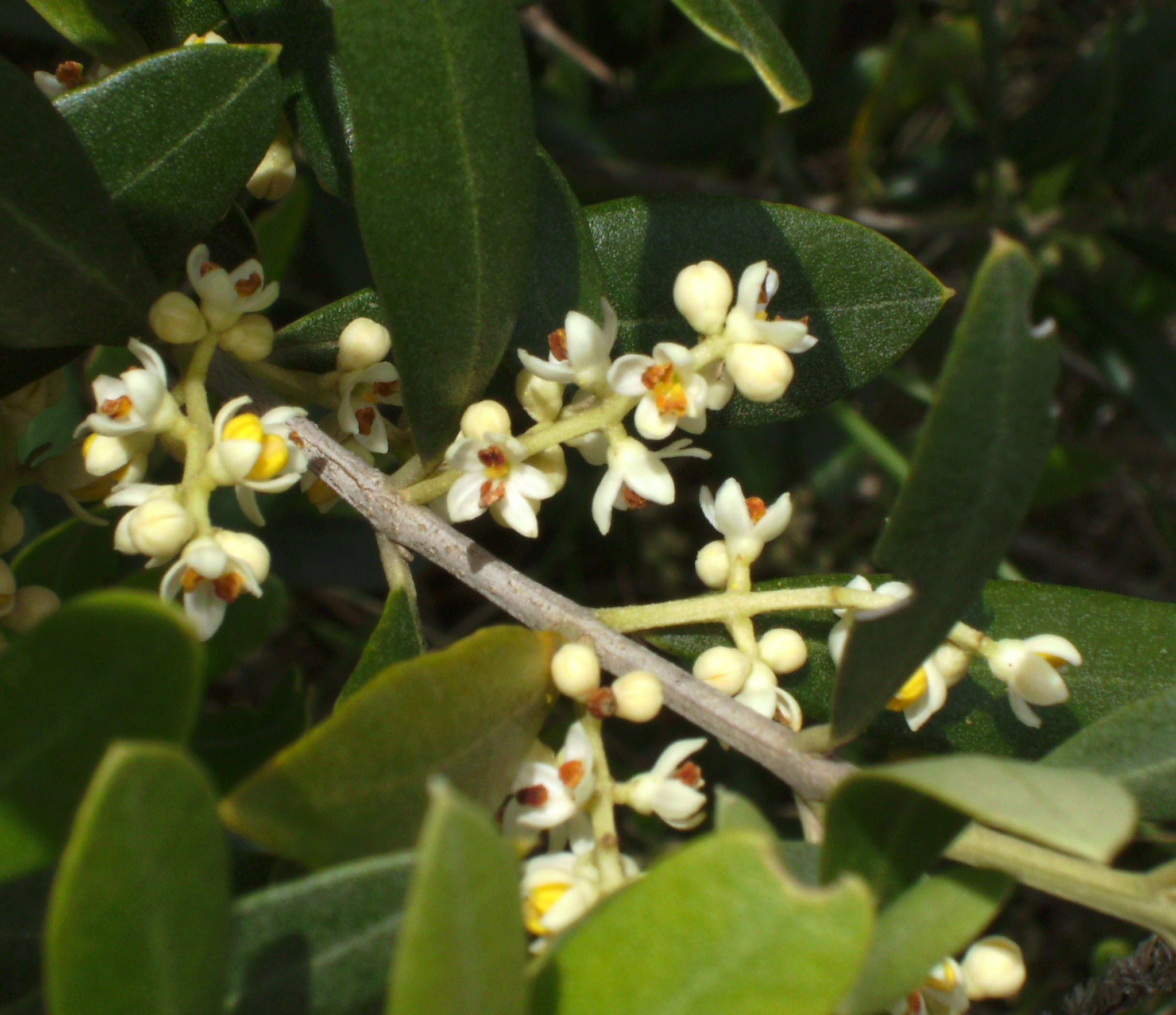
Flors d'Arbequina a Castelltallat

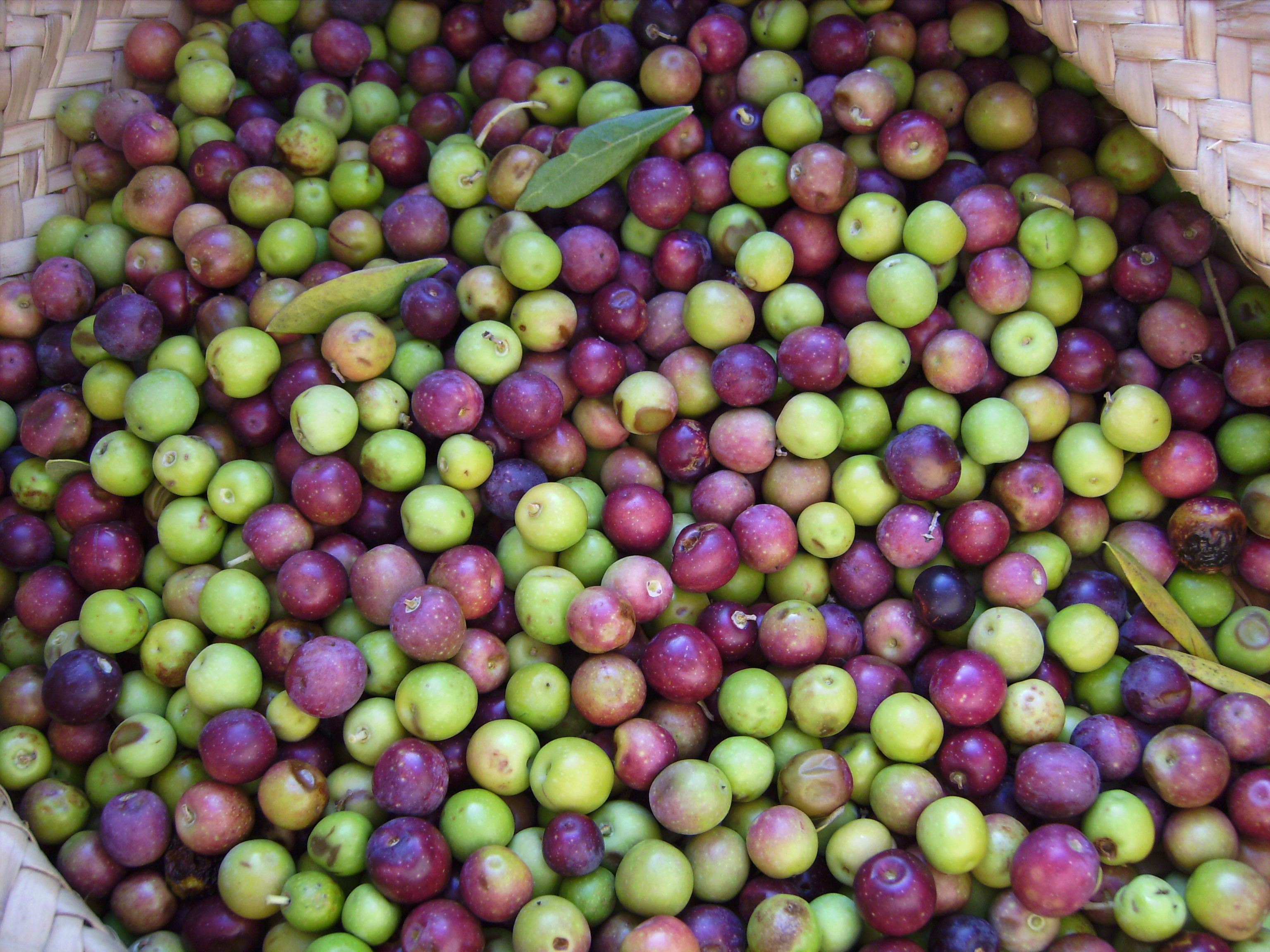
olives arbequines

L'arbequina és una varietat d'olivera. La varietat és oriünda del municipi d'Arbeca a la comarca de les Garrigues que li va donar el nom. Aquesta varietat és considerada com una de les millors del món, tant per la producció i regularitat com per la qualitat de l'oli. Es conrea principalment al Camp de Tarragona, l'Urgell i les Garrigues.
Segons diu la llegenda, el duc de Medinaceli, que vivia al castell-palau d'Arbeca, la va portar de Palestina al segle xvii. La promesa d'un ral de billó per cada olivera plantada (que finalment no complí) n'impulsà el cultiu arreu de la comarca. Tot i que ja hi havia constància d'oliveres d'aquesta mateixa classe a tot el terme.

## Característiques agronòmiques
Se la considera rústica, resistent a les gelades i adaptable a diferents condicions de clima i sòl. D'un vigor molt reduït i una baixa resistència a la terra calcària, s'adapta a terrenys pobres i és resistent al fred. La seva capçada relativament reduïda, li permet majors densitats de plantació que d'altres conreus més vigorosos. Està reconeguda com una de les millors varietats per a l'obtenció d'oli.
És una varietat molt productiva i de precoç entrada en producció. La data de maduració és mitjana, a partir de la primera quinzena de novembre. Els fruits són petits, esfèrics, simètrics i es presenten arraïmats. Són de color en maduració negre i sense lenticel·les a la pell del fruit. Forma de l'àpex arrodonit i cavitat peduncular àmplia. És autofèrtil. Els seus fruits no maduren simultàniament, i té una resistència mitjana al despreniment.
La collita és costosa, a causa de la petita mida del fruit, encara que el rendiment en recollida manual és molt més elevat que en altres varietats catalanes, pel reduït vigor de l'arbre i la seva forma de fructificació en carrassos. No s'adapta gaire bé a la collita mecanitzada amb vibrador, a conseqüència del poc pes de l'oliva i de l'abundància de branques pèndules que té aquesta varietat.
A Catalunya ocupa unes 55.000 ha i també s'estén per Aragó i darrerament per Andalusia. També es cultiva a l'Argentina. És la base de les modernes plantacions intensives, ja que el seu escàs vigor permet una alta densitat de plantes.

## Usos

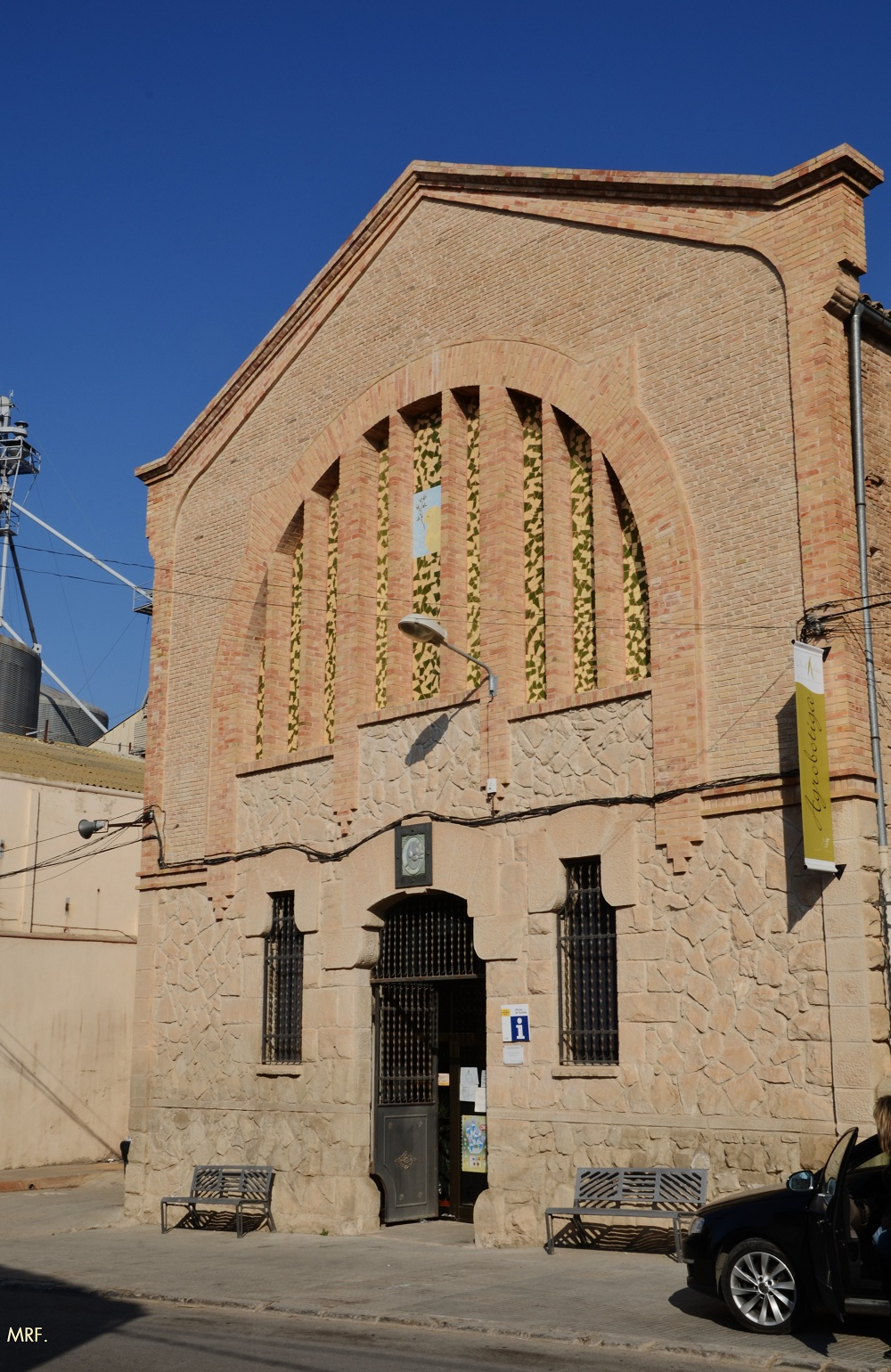
Seu de la Cooperativa Arbequina, edifici del 1919 dissenyat per Cèsar Martinell i Brunet

Produeix un oli molt apreciat per les seves excel·lents qualitats organolèptiques però de baixa estabilitat. Dona olis de qualitat excel·lent amb aroma delicat, amb tons cítrics i predomini del sabor dolç. També i malgrat la seva petita mida, es fa servir d'oliva de taula. El seu pinyol, al contrari que la majoria de les varietats, té un alt percentatge de germinació i això fa que serveixi de portaempelt. El fruit s'utilitza principalment per a almàssera, i té un rendiment en oli del 17,2 al 19,5%.

## Oli d'arbequina «DOP les Garrigues»
Al seu bressol d'Arbeca, el 1919 es va crear dins del moviment de la Unió Republicana la cooperativa El Sindicat que va construir un molí comú modern en un edifici dissenyat per l'arquitecte Cèsar Martinell i Brunet. És una de les productores de l'oli d'arbequina amb Denominació d'origen protegida «Oli les Garrigues», controlada pel Consell Regulador DOP les Garrigues amb seu a Lleida. És la primera denominació d'origen d'oli reconeguda al territori espanyol (1975), certificada el 1996 per la Unió Europea com a DOP.